# Fenix-Deceuninck
La Fenix-Deceuninck, nota in passato come Ciclismo Mundial e Plantur-Pura, è una squadra femminile belga di ciclismo su strada con licenza di UCI Women's WorldTeam.
Attiva dal 2020 come formazione Women's Continental, ha sede a Herentals, nella provincia di Anversa, ed è diretta dai fratelli Philip e Christoph Roodhooft; dal 2023 detiene licenza di Women's WorldTeam, il massimo livello del ciclismo femminile. Costituisce la controparte femminile del WorldTeam Alpecin-Deceuninck, ed è affiancata da una formazione di sviluppo, la Fenix-Deceuninck Development Team.

## Cronistoria

### Annuario
| Anno | Codice  | Nome                                                            | Cat. | Biciclette | Dirigenza |
| ---- | ------- | --------------------------------------------------------------- | ---- | ---------- | --- |
| 2020 | CIM     | Ciclismo Mundial                                                | CTW  | Canyon     | Manager: Philip Roodhooft Dir. sportivi: Camiel van den Bergh                                                                      |
| 2021 | CIM PLP | Ciclismo Mundial (fino al 24 marzo) Plantur-Pura (dal 24 marzo) | CTW  | Canyon     | Manager: Philip Roodhooft Dir. sportivi: Heidi Van De Vijver, Camiel van den Bergh                                                 |
| 2022 | PLP     | Plantur-Pura                                                    | CTW  | Canyon     | Manager: Philip Roodhooft Dir. sportivi: Heidi Van De Vijver, Michel Cornelisse, Gianni Meersman                                   |
| 2023 | FED     | Fenix-Deceuninck                                                | WTW  | Canyon     | Manager: Philip Roodhooft Dir. sportivi: Christoph Roodhooft, Michel Cornelisse, Heidi Van De Vijver, Rik Van Slycke, Kris Wouters |
| 2024 | FED     | Fenix-Deceuninck                                                | WTW  | Canyon     | Manager: Philip Roodhooft Dir. sportivi: Christoph Roodhooft, Michel Cornelisse, Rik Van Slycke, Kris Wouters                      |

## Palmarès
Aggiornato al 23 dicembre 2024.

### Grandi Giri
- Giro d'Italia Women

Partecipazioni: 2 (2023, 2024)
Vittorie di tappa: 0
Vittorie finali: 0
Altre classifiche: 0
- Tour de France femminile

Partecipazioni: 3 (2022, 2023, 2024)
Vittorie di tappa: 2
2023: 1 (Yara Kastelijn)
2024: 1 (Puck Pieterse)
Vittorie finali: 0
Altre classifiche: 0
- La Vuelta Femenina

Partecipazioni: 1 (2024)
Vittorie di tappa: 0
Vittorie finali: 0
Altre classifiche: 0

### Campionati nazionali
- Campionati austriaci: 3

In linea: 2022 (Christina Schweinberger); 2023 (Carina Schrempf)
Cronometro: 2022 (Christina Schweinberger)
- Campionati belgi: 1

In linea: 2022 (Kim de Baat)

## Organico 2024
Aggiornato al 23 dicembre 2024.

### Staff tecnico
|  | Naz.                   | Ruolo | Sportivo            |  |  |  |
|  | ---------------------- | ----- | ------------------- |  |  |  |
|  | Belgio (bandiera)      | GM    | Philip Roodhooft    |  |  |  |
|  | Belgio (bandiera)      | DS    | Christoph Roodhooft |  |  |  |
|  | Paesi Bassi (bandiera) | DS    | Michel Cornelisse   |  |  |  |
|  | Belgio (bandiera)      | DS    | Rik Van Slycke      |  |  |  |
|  | Belgio (bandiera)      | DS    | Kris Wouters        |  |  |  |

### Rosa
|  | Naz.                     |  | Sportivo                   | Anno |  |  |
|  | ------------------------ |  | -------------------------- | ---- |  |  |
|  | Paesi Bassi (bandiera)   |  | Aniek van Alphen           | 1999 |  |  |
|  | Paesi Bassi (bandiera)   |  | Ceylin del Carmen Alvarado | 1998 |  |  |
|  | Belgio (bandiera)        |  | Sanne Cant                 | 1990 |  |  |
|  | Gran Bretagna (bandiera) |  | Millie Couzens             | 2003 |  |  |
|  | Belgio (bandiera)        |  | Julie De Wilde             | 2002 |  |  |
|  | Paesi Bassi (bandiera)   |  | Inge van der Heijden       | 1999 |  |  |
|  | Paesi Bassi (bandiera)   |  | Yara Kastelijn             | 1997 |  |  |
|  | Paesi Bassi (bandiera)   |  | Evy Kuijpers               | 1995 |  |  |
|  | Italia (bandiera)        |  | Greta Marturano            | 1998 |  |  |
|  | Gran Bretagna (bandiera) |  | Flora Perkins              | 2003 |  |  |
|  | Paesi Bassi (bandiera)   |  | Puck Pieterse              | 2002 |  |  |
|  | Paesi Bassi (bandiera)   |  | Pauliena Rooijakkers       | 1993 |  |  |
|  | Austria (bandiera)       |  | Carina Schrempf            | 1994 |  |  |
|  | Austria (bandiera)       |  | Christina Schweinberger    | 1996 |  |  |
|  | Svizzera (bandiera)      |  | Petra Stiasny              | 2001 |  |  |
|  | Belgio (bandiera)        |  | Marthe Truyen              | 1999 |  |  |
|  | Paesi Bassi (bandiera)   |  | Annemarie Worst            | 1995 |  |  |
|  | Gran Bretagna (bandiera) |  | Sophie Wright              | 1999 |  |  |
|  | Paesi Bassi (bandiera)   |  | Cecilia van Zuthem         | 2003 |  |  |